# J.P. Donleavy
J.P. Donleavy, właśc. James Patrick Donleavy (ur. 23 kwietnia 1926 w Nowym Jorku, zm. 11 września 2017 w Mullingar) – amerykański pisarz irlandzkiego pochodzenia. W czasie II wojny światowej służył w U.S. Navy, po jej zakończeniu zamieszkał w Irlandii; miał irlandzkie obywatelstwo.
Sławę zdobył dzięki pierwszej powieści pt. Ryży (The Ginger Man; wydanie polskie w tłumaczeniu Michała Kłobukowskiego ukazało się w 1991 r.). Została ona opublikowana w 1955 w Paryżu i wzbudziła kontrowersje, głównie z powodu śmiałych opisów scen erotycznych. Bohaterem książki jest Sebastian Dangerfield, Amerykanin mieszkający w powojennym Dublinie, dwudziestokilkuletni lekkoduch (nie obchodzą go żona i córeczka) wędrujący po pubach stolicy Irlandii w poszukiwaniu seksualnych podbojów i użerający się z wierzycielami. Pisarz ukazuje zachowanie swego bohatera w sposób skrajnie naturalistyczny, ale nieobca jest mu i ironia.
Mimo iż Donleavy napisał później wiele powieści i sztuk teatralnych, żadna z nich nie zdobyła takiego uznania jak debiut.